# Новая Франция (фильм)
«Новая Франция» (фр. Nouvelle-France) — художественный фильм режиссёра Жана Боудена, снятый в 2004 году.

## Сюжет
1759 год. Разгар франко-индейской войны. Франция борется с Англией за сохранение своих канадских территорий. Мари-Лу (Ноэми Годен-Виньо), молодая женщина из Новой Франции, влюбляется во Франсуа ле Гардера (Дэвид Ла Эй) — мужчину, оказавшегося в центре интриг враждующих держав. Их страстная любовь и судьба теперь зависит от нескольких людей: кюре Блондо (Жерар Депардьё), интенданта Биго (Венсан Перес), его любовницы Анжелики де Рокбрюн (Ирен Жакоб) и окруживших их заговоров, предательств и обманов.

## В ролях
| Актёр             | Роль                 |
| ----------------- | -------------------- |
| Ноэми Годен-Виньо | Мари-Лу Кариньан     |
| Дэвид Ла Эй       | Франсуа ле Гардер    |
| Жульетт Госслен   | Франс Кариньан       |
| Себастьян Юбердо  | Ксавье               |
| Бьянка Джервис    | Акуна                |
| Жерар Депардьё    | отец Тома Блондо     |
| Ирен Жакоб        | Анжелика             |
| Венсан Перес      | Биго                 |
| Тим Рот           | Уильям Питт          |
| Джейсон Айзекс    | генерал Джеймс Вольф |
| Колм Мини         | Бенджамин Франклин   |